# Aėlita, ne pristavaj k mužčinam
Aėlita, ne pristavaj k mužčinam (Аэлита, не приставай к мужчинам) è un film del 1988 diretto da Georgij Grigor'evič Natanson.

## Trama
Il film racconta di una donna insolita e credulona che, nonostante tutto, continua a credere che diventerà felice.